# سيتار (دشتياري)
سيتار (بالفارسية: سیتار) هي قرية تقع في دشتياري في إيران. يقدر عدد سكانها بـ 403 نسمة بحسب إحصاء 2016.